# Híres pozsonyiak listája
Pozsonyban született vagy a városhoz más miatt kötődő jelentősebb személyek. Csillaggal vannak jelölve azok, akiknek nevét közterület is viseli a városban.

## Itt születtek
- 1640-ben Auer János Nándor kapitány
- 1677-ben Burgstaller János városi tanácsos
- 1704. október 9-én Segner János András természettudós, matematikus, orvos, fizikus, egyetemi tanár
- 1725. május 4-én Esterházy Károly egri megyés püspök
- 1734. január 23-án Kempelen Farkas, a híres feltaláló
- 1753. június 14-én Chudy József zeneszerző, karmester; az első magyar opera szerzője
- 1762. április 30-án gr. Illésházy István ezredes, főispán, királyi értékfogómester
- 1767. Bikkessy Heinbucher József festőművész
- 1771. szeptember 12-én hcg. Grassalkovich Antal csongrádi főispán, királyi kamarás, aranygyapjas vitéz
- 1775. július 27-én Brunszvik Teréz magyar grófnő, az első magyarországi óvodák megalapítója
- 1778-ban Johann Nepomuk Hummel zeneszerző
- 1791. szeptember 8-án Albrecht József ügyvéd
- 1793. augusztus 25-én Aulich Lajos honvéd tábornok, aradi vértanú
- 1795. január 28-án Albach József ferences rendi egyházi író
- 1800. január 22-én br. Jeszenák János, Nyitra vármegye főispánja, a szlovák felkelők ellen harcoló csapatok kormánybiztosa, a szabadságharc vértanúja
- 1800. május 1-jén Landerer Lajos nyomdász
- 1806. augusztus 17-én J. Caspar Mertz gitárművész, zeneszerző
- 1807. február 10-én gr. Batthyány Lajos, az első magyar miniszterelnök, a szabadságharc vértanúja
- 1807. június 4-én gr. Batthyány Kázmér politikus, baranyai főispán, külügyi, ipari és kereskedelmi miniszter
- 1808. december 29-én gróf Apponyi György, 1848-ban Magyarország főkancellárja, konzervatív politikus, udvari kancellár, nagybirtokos, a Magyar Tudományos Akadémia tagja (1858)
- 1811. július 21-én Csida Károly pozsonyi katolikus hitszónok
- 1815. április 12-én Rómer Flóris archeológus, egyetemi tanár
- 1821. június 2-án Gelich Richárd katonatiszt, katonai szakíró
- 1822-ben Wunderlich Jakab János magyar szabadságharcos, amerikai üzletember
- 1828. szeptember 27-én gr. Szapáry Géza politikus, fiumei kormányzó, zalai főispán, titkos tanácsos, főudvarmester
- 1828. november 26-án Odescalchi Gyula katona és politikus
- 1834. június 3-án Dessewffy Sándor csanádi püspök
- 1837. április 6-án Kolisch Ignác, a híres bankár és sakkozó
- 1839. december 14-én gr. Széchenyi Ödön török császári pasa
- 1844. október 25-én Tilgner Viktor Oszkár szobrászművész
- 1849. augusztus 5-én Adler Henrik orvos
- 1849. november 4-én dr. Lóczy Lajos geológus, geográfus, földrajzi utazó
- 1856. április 9-én Halas Simon rabbi
- 1858. január 5-én Odörfer Kristóf főreáliskolai tanár.
- 1858. szeptember 2-án Fadrusz János szobrászművész
- 1861. július 12-én Mergl Ödön József orvosdoktor, bakteriológus, amatőr festőművész.
- 1862. június 7-én Lénárd Fülöp, az első magyar Nobel-díjas (1905), fizikus, az MTA tagja
- 1866. március 31-én Degen Árpád biológus, az MTA tagja
- 1870. június 5. Bacsák György tudós, polihisztor
- 1873. március 15-én Kováts Ferenc gazdaságtörténész, közgazdász, az MTA tagja († 1956)
- 1873. május 23-án Radnai Béla szobrászművész
- 1877. július 27-én Dohnányi Ernő zeneszerző, karmester, zongoraművész, pedagógus
- 1879-ben Scherz Ede a Magyar Rádió első bemondója, író
- 1881. január 5-én Fáy István magyar jogász, szolgabíró, főispán, közoktatásügyi államtitkár († 1953)
- 1883-ban Aixinger László jogász, politikus, a pozsonyi Híradó szerkesztője, 1936-tól az Egyesült Magyar Párt országos pártigazgatója
- 1887. november 12-én Bittera Miklós egyetemi tanár
- 1893. október 15-én Uhlyárik Jenő olimpiai ezüstérmes vívó, sportvezető, honvédtiszt
- 1894. augusztus 12-én Gaál Mózes író
- 1894 december 13. Vitéz Hefty Frigyes pilóta
- 1902. szeptember 11. Szendrey Mihály
- 1915. szeptember 25-én Angyal Endre irodalomtörténész
- 1916. december 20-án Kiss Árpád matematikus, kolozsvári egyetemi oktató
- 1923-ban Mayer Judit műfordító, publicista, tanár, a Madách Könyvkiadó egykori szerkesztője
- 1923. november 16-án Niederhauser Emil Széchenyi-díjas magyar történész, művelődéstörténész, egyetemi tanár, a Magyar Tudományos Akadémia rendes tagja
- 1927. február 19-én Hugo Portisch osztrák újságíró.
- 1928. április 13-án Ág Tibor csehszlovákiai, majd szlovákiai magyar népzenekutató, karnagy, zeneszerző, zenepedagógus
- 1929. október 1-jén Házy Erzsébet Kossuth-díjas és Liszt Ferenc-díjas opera-énekesnő
- 1941. szeptember 27-én Quittner János szlovákiai magyar táncművész, néptánc-koreográfus, folklorista, a Szőttes Kamara Néptáncegyüttes alapítója és vezetője, rendező
- 1948-ban Csáder Judit fotóművész.

## Itt hunytak el
- 1435. október 13-án Cillei Hermann horvát-szlavón bán, Cillei Borbála királyné apja
- 1523-ban Zelei Aczél János magyar királyi titkár, költő
- 1549. október 12-én Várdai Pál esztergomi érsek
- 1568. január 14-én Oláh Miklós királyi kancellár, esztergomi érsek, az ellenreformáció vezéralakja
- 1626. december 8-án Zrínyi György horvát bán
- 1634. október 30-án Káldi György jezsuita atya, bibliafordító
- 1637. március 19-én Pázmány Péter esztergomi érsek, az ellenreformáció vezéralakja
- 1749. augusztus 29-én Bél Mátyás, kora legnagyobb történésze, pedagógus, evangélikus lelkész
- 1751. március 24-én gr. Pálffy János nádor, császári tábornagy, Magyarország főhadikormányzója
- 1778 itt született és itt halt meg Barinyay István apát-plébános (? – †1778)
- 1799. október 23-án gr. Batthyány József kalocsai, majd esztergomi érsek
- 1805. május 31-én Amon Ferenc Xavér jezsuita pap
- 1821. május 22-én Adami Nepomuk János jezsuita tanár, bölcsész
- 1849. június 5-én Mednyánszky László honvéd őrnagy, az szabadságharc vértanúja
- 1849. június 18-án Rázga Pál evangélikus lelkész, az szabadságharc vértanúja
- 1876. november 23-án Janisch Antal újságíró, orvos, amerikai szabadságharcos
- 1878. április 10-én Heckenast Gusztáv nyomdász, könyvkereskedő, könyvkiadó
- 1895. március 9-én Enea Lanfranconi mérnök, a magyar történelmi társulat alapító tagja. Emlékét a városban a Lanfranconi híd őrzi
- 1898. április 26-án Knauz Nándor, történész, katolikus pap, az MTA tagja
- 1935. január 22-én Klatt Virgil matematikus, fizikus, egyetemi tanár
- 1961. október 11-én Mayer Imre nyelvész, tanár
- 2000. augusztus 16-án Belo Polla szlovák régész, történész, levéltáros